# Едвард Тшемеський
Едвард Іґнацій Тшемеський (пол. Edward Ignacy Trzemeski, 1843, Грац — 3 січня 1905, Львів
) — львівський фотограф.

## Життєпис
Едвард Тшемеський народився у Ґраці. Виховувався у Львові в родині свого дядька по батьковій лінії Фердинада. Закінчивши у Львові реальну школу, відбував військову службу в Трієсті. Там близько 1865 р. стажувався та опановував фотографію в ательє Себастьянетті. Після повернення до Львова працював у мистецько-фотографічному ательє Йозефа Едера.
З 1869 р. Тшемеський отримав дозвіл на створення власного фотографічного ательє в будинку Бауровича на вул. Широкій 13 (нині — вул. Коперника). Проте перша реклама справи Тшемеського вказувала на 1868 р. як на дату заснування фірми. Саме 1868 р. він збудував фотографічний павільйон у подвір'ї свого будинку, біля входу до якого розмістив зразки своїх фотографій та назву «фотографічна шафка» (оригінал із пол. «szafka fotograficzna»).
Упродовж 1877—1887 років ательє фотографа розміщувалося в Європейському готелі; водночас у Криниці діяла філія його фірми. З 1887 р. ательє знаходилося на вул. Третього Травня, 7 (нині — вул. Січових Стрільців). У цей період Тшемеський співпрацював із Леоном Блаховським, а у веденні справ в ательє допомагала фотографу донька Зофія. З 1905 р. фірма мала ще одну філію у Львові на вул. Личаківській, 9.
Брав участь у рільничо-промисловій виставці 1877 року у Львові, до цього у виставках у Лондоні (1871), Відні (1873) та ін., де йому вдавалося отримувати нагороди та призові місця. З його літографічного штампу, до звороту якого часом були прикріплені виконані ним фотографії, можна побачити отримані відзнаки.

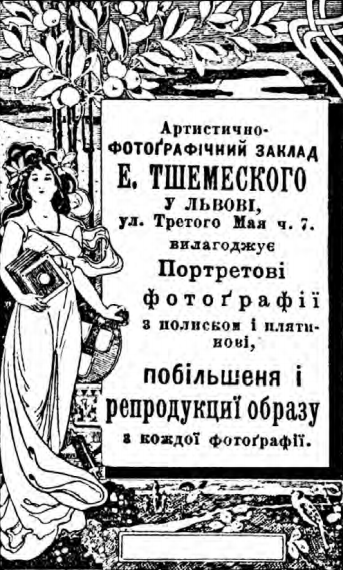
Реклама артистично-фотографічного закладу Едварда Тшемеського у Львові, 1900-ті рр.

Також, Тшемеський був членом Віденського фотографічного товариства та Літературно-мистецького кола у Львові.
Після смерті Тшемеського його справу продовжувала донька Софія та її чоловік Рудольф Губер (фотограф, член Львівського фотографічного товариства), керуючи фірмою «Edward Trzemeski we Lwowie»; у пізніший період (після смерті Софії (1934)) Рудольфу Губеру допомагала їх донька, також Софія. Остання, так само як її дідусь та батьки була фотографом. З 1935—1938 ательє родини Губерів знаходилось за адресою вул. Романовича 11 (нині — вул. Саксаганського), а з 1939—1942 — вул. Академічна 28 (нині — пр. Шевченка). 
Похований на полі 51 Личаківського цвинтаря. Могила не збереглась.

## Творчість
Передусім Едвард Тшемеський знаний як автор портретів і документальної фотографії. Одна з найвідоміших робіт була пов'язана зі смертю Александра Фредро. Саме фото «Фредро на смертному одрі» поширювалося серед польської преси. Зокрема, у варшавському Ілюстрованому тижневику (пол. Tygodnik ilustrowany) була представлена графіка виконана за зразком фото Тшемеського.
Його авторству належать також виконані в 1892 році фото учасників Першого Зльоту Соколів (польське гімнастичне товариство «Сокіл») та Загальної крайової виставки 1894 р. (фото видали альбомом «Wystawa Krajowa we Lwowie»). Деякі світлини з виставки стали першими ілюстрованим поштівками з видами Львова, які видавала фірма «Seyfarth & Dydyński». Тшемеський був членом організаційного комітету Виставки 1894 р., а саме «кореферентом репродуктивних мистецтв 23 секції (письменництво, журналістика, книговедення, друкарство, літографія та інші репродуктивні мистецтва, фотографія, інтролігаторство»). Керував фотодрукарнею, де поміж іншим видав ілюстрації до «Трилогії» Генрика Сенкевича. Опублікував альбоми з репродукціями робіт Арнольда Ґроттґера «Kredka i Paleta», «Рацлавицька панорама» та ін.  